# Premio Goya voor beste film
De Premio Goya voor beste film (Mejor Película) is een van de Goya Filmprijzen en wordt sinds 1986 jaarlijks uitgereikt. In onderstaande lijst staat de winnaar als eerste weergegeven, gevolgd door de andere genomineerden.
| Jaar         | Film                                            | Regisseur                                   |
| ------------ | ----------------------------------------------- | ------------------------------------------- |
| 1987 (1ste)  | El viaje a ninguna parte                        | Fernando Fernán Gómez                       |
| 1987 (1ste)  | 27 horas                                        | Montxo Armendáriz                           |
| 1987 (1ste)  | La mitad del cielo                              | Manuel Gutiérrez Aragón                     |
| 1988 (2de)   | El bosque animado                               | José Luis Cuerda                            |
| 1988 (2de)   | Divinas palabras                                | José Luis García Sánchez                    |
| 1988 (2de)   | El Lute: camina o revienta                      | Vicente Aranda                              |
| 1989 (3de)   | Mujeres al borde de un ataque de nervios        | Pedro Almodóvar                             |
| 1989 (3de)   | Remando al viento                               | Gonzalo Suárez                              |
| 1989 (3de)   | El túnel                                        | Antonio Drove                               |
| 1989 (3de)   | Espérame en el cielo                            | Antonio Mercero                             |
| 1989 (3de)   | Diario de invierno                              | Francisco Regueiro                          |
| 1990 (4de)   | El sueño del mono loco                          | Fernando Trueba                             |
| 1990 (4de)   | Esquilache                                      | Josefina Molina                             |
| 1990 (4de)   | Montoyas y Tarantos                             | Vicente Escrivá                             |
| 1990 (4de)   | El niño de la luna                              | Agustí Villaronga                           |
| 1990 (4de)   | El mar y el tiempo                              | Fernando Fernán Gómez                       |
| 1991 (5de)   | ¡Ay, Carmela!                                   | Carlos Saura                                |
| 1991 (5de)   | Las cartas de Alou                              | Montxo Armendáriz                           |
| 1991 (5de)   | ¡Átame!                                         | Pedro Almodóvar                             |
| 1992 (6de)   | Amantes                                         | Vicente Aranda                              |
| 1992 (6de)   | Don Juan en los infiernos                       | Gonzalo Suárez                              |
| 1992 (6de)   | El rey pasmado                                  | Imanol Uribe                                |
| 1993 (7de)   | Belle Époque                                    | Fernando Trueba                             |
| 1993 (7de)   | El maestro de esgrima                           | Pedro Olea                                  |
| 1993 (7de)   | Jamón Jamón                                     | Bigas Luna                                  |
| 1994 (8ste)  | Todos a la cárcel                               | Luis García Berlanga                        |
| 1994 (8ste)  | Intruso                                         | Vicente Aranda                              |
| 1994 (8ste)  | Sombras en una batalla                          | Mario Camus                                 |
| 1995 (9de)   | Días contados                                   | Imanol Uribe                                |
| 1995 (9de)   | Canción de cuna                                 | José Luis Garci                             |
| 1995 (9de)   | La pasión turca                                 | Vicente Aranda                              |
| 1996 (10de)  | Nadie hablará de nosotras cuando hayamos muerto | Agustín Díaz Yanes                          |
| 1996 (10de)  | El día de la bestia                             | Álex de la Iglesia                          |
| 1996 (10de)  | Boca a boca                                     | Manuel Gómez Pereira                        |
| 1997 (11de)  | Tesis                                           | Alejandro Amenábar                          |
| 1997 (11de)  | Bwana                                           | Imanol Uribe                                |
| 1997 (11de)  | El perro del hortelano                          | Pilar Miró                                  |
| 1998 (12de)  | La buena estrella                               | Ricardo Franco                              |
| 1998 (12de)  | Martín (Hache)                                  | Adolfo Aristarain                           |
| 1998 (12de)  | Secretos del corazón                            | Montxo Armendáriz                           |
| 1999 (13de)  | La niña de tus ojos                             | Fernando Trueba                             |
| 1999 (13de)  | Barrio                                          | Fernando León de Aranoa                     |
| 1999 (13de)  | El abuelo                                       | José Luis Garci                             |
| 1999 (13de)  | Abre los ojos                                   | Alejandro Amenábar                          |
| 2000 (14de)  | Todo sobre mi madre                             | Pedro Almodóvar                             |
| 2000 (14de)  | Solas                                           | Benito Zambrano                             |
| 2000 (14de)  | La lengua de las mariposas                      | José Luis Cuerda                            |
| 2000 (14de)  | Cuando vuelvas a mi lado                        | Gracia Querejeta                            |
| 2001 (15de)  | El Bola                                         | Achero Mañas                                |
| 2001 (15de)  | La comunidad                                    | Álex de la Iglesia                          |
| 2001 (15de)  | Leo                                             | José Luis Borau                             |
| 2001 (15de)  | You're the one (una historia de entonces)       | José Luis Garci                             |
| 2002 (16de)  | The Others                                      | Alejandro Amenábar                          |
| 2002 (16de)  | Sin noticias de Dios                            | Agustín Díaz Yanes                          |
| 2002 (16de)  | Juana la Loca                                   | Vicente Aranda                              |
| 2002 (16de)  | Lucía y el sexo                                 | Julio Médem                                 |
| 2003 (17de)  | Los lunes al sol                                | Fernando León de Aranoa                     |
| 2003 (17de)  | En la ciudad sin límites                        | Antonio Hernández                           |
| 2003 (17de)  | El otro lado de la cama                         | Emilio Martínez-Lázaro                      |
| 2003 (17de)  | Hable con ella                                  | Pedro Almodóvar                             |
| 2004 (18de)  | Te doy mis ojos                                 | Icíar Bollaín                               |
| 2004 (18de)  | Planta 4ª                                       | Antonio Mercero                             |
| 2004 (18de)  | My Life Without Me                              | Isabel Coixet                               |
| 2004 (18de)  | Soldados de Salamina                            | David Trueba                                |
| 2005 (19de)  | Mar adentro                                     | Alejandro Amenábar                          |
| 2005 (19de)  | La mala educación                               | Pedro Almodóvar                             |
| 2005 (19de)  | Roma                                            | Adolfo Aristarain                           |
| 2005 (19de)  | Tiovivo c. 1950                                 | José Luis Garci                             |
| 2006 (20ste) | The Secret Life of Words                        | Isabel Coixet                               |
| 2006 (20ste) | 7 vírgenes                                      | Alberto Rodríguez Librero                   |
| 2006 (20ste) | Obaba                                           | Montxo Armendáriz                           |
| 2006 (20ste) | Princesas                                       | Fernando León de Aranoa                     |
| 2007 (21ste) | Volver                                          | Pedro Almodóvar                             |
| 2007 (21ste) | Alatriste                                       | Agustín Díaz Yanes                          |
| 2007 (21ste) | El laberinto del fauno                          | Guillermo del Toro                          |
| 2007 (21ste) | Salvador (Puig Antich)                          | Manuel Huerga                               |
| 2008 (22ste) | La soledad                                      | Jaime Rosales                               |
| 2008 (22ste) | Las 13 rosas                                    | Emilio Martínez-Lázaro                      |
| 2008 (22ste) | El orfanato                                     | Juan Antonio Bayona                         |
| 2008 (22ste) | Siete mesas de billar francés                   | Gracia Querejeta                            |
| 2009 (23ste) | Camino                                          | Javier Fesser                               |
| 2009 (23ste) | Los girasoles ciegos                            | José Luis Cuerda                            |
| 2009 (23ste) | Sólo quiero caminar                             | Agustín Díaz Yanes                          |
| 2009 (23ste) | The Oxford Murders                              | Álex de la Iglesia                          |
| 2010 (24ste) | Celda 211                                       | Daniel Monzón                               |
| 2010 (24ste) | Ágora                                           | Alejandro Amenábar                          |
| 2010 (24ste) | El baile de la Victoria                         | Fernando Trueba                             |
| 2010 (24ste) | El secreto de sus ojos                          | Juan José Campanella                        |
| 2011 (25ste) | Pa negre                                        | Agustí Villaronga                           |
| 2011 (25ste) | Balada triste de trompeta                       | Álex de la Iglesia                          |
| 2011 (25ste) | Buried                                          | Rodrigo Cortés                              |
| 2011 (25ste) | También la lluvia                               | Icíar Bollaín                               |
| 2012 (26ste) | No habrá paz para los malvados                  | Enrique Urbizu                              |
| 2012 (26ste) | Blackthorn                                      | Mateo Gil                                   |
| 2012 (26ste) | La piel que habito                              | Pedro Almodóvar                             |
| 2012 (26ste) | La voz dormida                                  | Benito Zambrano                             |
| 2013 (27ste) | Blancanieves                                    | Pablo Berger                                |
| 2013 (27ste) | El artista y la modelo                          | Fernando Trueba                             |
| 2013 (27ste) | Grupo 7                                         | Alberto Rodríguez Librero                   |
| 2013 (27ste) | The Impossible                                  | Juan Antonio Bayona                         |
| 2014 (28ste) | Vivir es fácil con los ojos cerrados            | David Trueba                                |
| 2014 (28ste) | 15 años y un día                                | Gracia Querejeta                            |
| 2014 (28ste) | Caníbal                                         | Manuel Martín Cuenca                        |
| 2014 (28ste) | La gran familia española                        | Daniel Sánchez Arévalo                      |
| 2014 (28ste) | La herida                                       | Fernando Franco                             |
| 2015 (29ste) | La isla mínima                                  | Alberto Rodríguez Librero                   |
| 2015 (29ste) | El Niño                                         | Daniel Monzón                               |
| 2015 (29ste) | Loreak                                          | Jon Garaño, Jose Mari Goenaga               |
| 2015 (29ste) | Relatos salvajes                                | Damián Szifrón                              |
| 2015 (29ste) | Magical Girl                                    | Carlos Vermut                               |
| 2016 (30ste) | Truman                                          | Cesc Gay                                    |
| 2016 (30ste) | A cambio de nada                                | Daniel Guzmán                               |
| 2016 (30ste) | La novia                                        | Paula Ortiz                                 |
| 2016 (30ste) | Nadie quiere la noche                           | Isabel Coixet                               |
| 2016 (30ste) | A Perfect Day                                   | Fernando León de Aranoa                     |
| 2017 (31ste) | Tarde para la ira                               | Raúl Arévalo                                |
| 2017 (31ste) | El hombre de las mil caras                      | Alberto Rodríguez Librero                   |
| 2017 (31ste) | Julieta                                         | Pedro Almodóvar                             |
| 2017 (31ste) | Que Dios nos perdone                            | Rodrigo Sorogoyen                           |
| 2017 (31ste) | A Monster Calls                                 | Juan Antonio Bayona                         |
| 2018 (32ste) | The Bookshop                                    | Isabel Coixet                               |
| 2018 (32ste) | Handia                                          | Jon Garaño, Aitor Arregi                    |
| 2018 (32ste) | El autor                                        | Manuel Martín Cuenca                        |
| 2018 (32ste) | Estiu 1993                                      | Carla Simón                                 |
| 2018 (32ste) | Verónica                                        | Paco Plaza                                  |
| 2019 (33ste) | Campeones                                       | Javier Fesser                               |
| 2019 (33ste) | Carmen y Lola                                   | Arantxa Echevarría                          |
| 2019 (33ste) | El reino                                        | Rodrigo Sorogoyen                           |
| 2019 (33ste) | Entre dos aguas                                 | Isaki Lacuesta                              |
| 2019 (33ste) | Todos lo saben                                  | Asghar Farhadi                              |
| 2020 (34ste) | Dolor y gloria                                  | Pedro Almodóvar                             |
| 2020 (34ste) | Intemperie                                      | Benito Zambrano                             |
| 2020 (34ste) | La trinchera infinita                           | Jon Garaño, Aitor Arregi, Jose Mari Goenaga |
| 2020 (34ste) | O que arde                                      | Oliver Laxe                                 |
| 2020 (34ste) | Mientras dure la guerra                         | Alejandro Amenábar                          |
| 2021 (35ste) | Las niñas                                       | Pilar Palomero                              |
| 2021 (35ste) | Adú                                             | Salvador Calvo                              |
| 2021 (35ste) | Ane                                             | David Pérez Sañudo                          |
| 2021 (35ste) | La boda de Rosa                                 | Icíar Bollaín                               |
| 2021 (35ste) | Sentimental                                     | Cesc Gay                                    |
| 2022 (36ste) | El buen patrón                                  | Fernando León de Aranoa                     |
| 2022 (36ste) | Libertad                                        | Clara Roquet                                |
| 2022 (36ste) | Madres paralelas                                | Pedro Almodóvar                             |
| 2022 (36ste) | Maixabel                                        | Icíar Bollaín                               |
| 2022 (36ste) | Mediterráneo                                    | Marcel Barrena                              |